# Прстен судбине
Прстен судбине (укр. Обручка з рубіном) је украјинска телевизијска серија, премијерно емитована током 2018. године. Представља адаптацију корејске серије Прстен с рубином.
У Србији се премијерно приказује од марта 2023. године на телевизији Курир, синхронизована на српски језик. Синхронизацију ове серије је радио студио Хаски Студио

## Радња
Сестре Ања и Јана рано остају без оца и одрастају с мајком Олгом и њеном заовом Љубом. Ања је успешни маркетиншки стручњак у грађевинском предузећу, док је Јана репортерка која све време машта о томе да постане ТВ водитељка. Иако њена молба да води јутарњи програм није прихваћена, она на све начине покушава да оствари своју жељу. Њен интригантни живот је препун изненађена, док Ања води миран и стабилан живот и спрема се за венчање. Ужасна саобраћајна несрећа их обе оставља у коми и с тешким повредама лица. Једини начин да их распознају јесте прстен који Ања носи на руци, али у тренутку несреће Јана је носила сестрин прстен. Кад се пробуди из коме, Јана одлучује да присвоји сестрин идентитет и живот.

## Улоге
| Глумац               | Улога    |
| -------------------- | -------- |
| Дарина Барихашвили   | Ања      |
| Марија Пустова       | Јана     |
| Роман Луцкиј         | Денис    |
| Олексиј Нагрудниј    | Андриј   |
| Ада Роговцева        | Катерина |
| Олександр Гетманскиј | Георгиј  |
| Оксана Архангељска   | Валерија |
| Олена Узљук          | Ољга     |
| Олесја Островска     | Љуба     |
| Виталиј Иванченко    | Петро    |
| Тамара Антропова     | Жана     |
| Олександр Форманчук  | Микола   |
| Христина Микитин     | Зорјана  |
| Олена Турбал         | Лесја    |
| Антин Мухарскиј      | Михајло  |
| Генадиј Попенко      | Тимофиј  |
| Костјантин Даниљук   | Борис    |